# Partito Liberale delle Filippine
Il Partito Liberale delle Filippine (in filippino Partido Liberal ng Pilipinas) è uno dei più importanti partitici politici delle Filippine.

## Storia
Il partito venne fondato il 24 novembre 1945 dai senatori Manuel Roxas ed Elpidio Quirino e da altri personaggi politici fra cui José Avelino, come risultato della scissione del Partito Nazionalista ed è improntato a una ideologia di tipo libertistico sin dalla sua creazione.
Con le elezioni presidenziali del 2010 il Partito Liberale ha portato il candidato Benigno Aquino III alla presidenza del Paese e controllava la maggioranza della Camera dei Rappresentanti; al Senato formava un governo di coalizione nel Senato.
Prima delle elezioni generali programmate per il 2019, il partito liberale formò Otso Diretso, una coalizione elettorale di otto candidati per la corsa al Senato; guidata dal partito, la coalizione comprendeva anche membri del Magdalo Party-List, dell' Akbayan Citizens Action Party e dell' Aksyon Demokratiko. Nessuno degli otto candidati senatoriali vinse un seggio: fu la prima volta nella storia dell'attuale composizione bicamerale del Congresso filippino (secondo la Costituzione del 1987) che l'opposizione non riuscì a vincere un seggio in una delle Camere, e la seconda volta che una coalizione guidata dal Partito liberale subì una disfatta dal 1955.
Per le elezioni presidenziali filippine del 2022, il Partito Liberale ha nominato Leni Robredo e Francis Pangilinan rispettivamente per le candidature presidenziali e vicepresidenziali.  Eppure entrambi i candidati hanno perso le elezioni rispettivamente contro Bongbong Marcos e Sara Duterte, arrivando secondi.